# Laze Prnjavor
Laze Prnjavor is een plaats in de gemeente Požega in de Kroatische provincie Požega-Slavonië. De plaats telt 14 inwoners (2001).